# Euphaedra ducarmei
Euphaedra ducarmei is een vlinder uit de onderfamilie Limenitidinae van de familie Nymphalidae. De wetenschappelijke naam van de soort is voor het eerst geldig gepubliceerd in 1977 door Jacques Hecq.